# The Bold Type
The Bold Type és una sèrie de televisió estatunidenca creada per Sara Watson protagonitzada per Aisha Dee, Meghann Fahy i Katie Stevens, difosa pel canal de cable Freeform. Inspirada en la vida de qui va ser editora de la revista Cosmopolitan Joanna Coles. L'episodi pilot es va estrenar a televisió l'11 de juliol de 2017. Consta de cinc temporades amb un total de 52 episodis. El gener de 2021, la sèrie es va renovar per una cinquena i última temporada de sis episodis.

## Sinopsi
La sèrie ens mostra les experiències vitals de tres joves millennials: la Kat (Aisha Dee), directora de xarxes socials, la Sutton (Meghann Fahy), ajudant en el departament de moda i la Jane (Katie Stevens), periodista. Les tres amigues treballen en la revista femenina Scarlet, amb seu a Nova York, dirigida per Jacqueline (Melora Hardin).

## Repartiment

### Personatges principals
- Aisha Dee: Kat Edison
- Meghann Fahy: Sutton Brady
- Katie Stevens: Jane Sloan
- Melora Hardin: Jacqueline Carlyle
- Samuel Page: Richard Hunter
- Matt Ward: Alex Crawford
- Stephen Conrad Moore: Oliver Grayson
- Nikohl Boosheri: Adena El-Amin

### Personatges Secundaris
- Dan Jeannotte: Ryan Decker
- Luca James Lee: Ben Chan
- Emily Chang: Lauren Park
- Alexandra Turshen: Brooke Langley
- Siobhan Murphy: Cleo
- Rebecca Croll: Victoria Johnson

## Capítols

### Temporada 1 (2017)
| Episodi | Títol                             | Director         | Guionista                        | Data estrena          |
| 1       | Pilot                             | Gary Fleder      | Sarah Watson                     | 20 de juny de 2017    |
| 2       | O Hell No                         | Victor Nelli Jr. | Sarah Watson                     | 11 de juliol de 2017  |
| 3       | The Woman Behind the Clothes      | Tara N. Weyr     | Justin W. Lo                     | 18 de juliol de 2017  |
| 4       | If You Can't Do It With Feeling   | Anna Mastro      | Wendy Straker Hauser             | 25 de juliol de 2017  |
| 5       | No Feminism in the Champagne Room | Jamie Travis     | Lynn Sternberger                 | 1 d'agost de 2017     |
| 6       | The Breast Issue                  | Jamie Travis     | Matt McGuinness                  | 8 d'agost de 2017     |
| 7       | Three Girls in a Tub              | Jann Turner      | Ian Deitchman i Kristin Robinson | 15 d'agost de 2017    |
| 8       | The End of the Beginning          | Jann Turner      | Justin W.Lo i Wendy Straker H.   | 22 d'agost de 2017    |
| 9       | Before Tequila Sunrise            | Victor Nelli Jr. | Lynn Sternberger                 | 29 d'agost de 2017    |
| 10      | Carry the Weight                  | Victor Nelli Jr. | Sara Watson                      | 5 de setembre de 2017 |

### Temporada 2 (2018)
| Episodi | Títol                   | Director         | Guionista                            | Data estrena         |
| 1       | Feminist Army           | Victor Nelli Jr  | Amanda Lasher                        | 12 de juny de 2018   |
| 2       | Rose Colored Glasses    | Victor Nelli Jr. | Wendy Straker Hauser                 | 12 de juny de 2018   |
| 3       | The Scarlet Letter      | Jamie Travis     | Céline Geiger                        | 19 de juny de 2018   |
| 4       | OMG                     | Jamie Travis     | Neel Shah                            | 26 de juny de 2018   |
| 5       | Stride of Pride         | Anna Mastro      | Michelle A.Badillo i Caroline Levich | 3 de juliol de 2018  |
| 6       | The Domino Effect       | Anna Mastro      | Amy-Jo Perry                         | 10 de juliol de 2018 |
| 7       | Betsy                   | Marta Cunningham | Matt McGuinness                      | 17 de juliol de 2018 |
| 8       | Plan B                  | Marta Cunningham | Becky Hartman Edwards                | 24 de juliol de 2018 |
| 9       | Trippin                 | Victor Nelli Jr. | Céline Geiger i Neel Shah            | 31 de juliol de 2018 |
| 10      | We’ll Always Have Paris | Tara Nicole Weyr | Annie Weisman                        | 7 d'agost de 2018    |

### Temporada 3 (2019)
| Episodi | Títol                      | Director            | Guionista                                                | Data estrena       |
| 1       | The New Normal             | Victor Nelli Jr     | Wendy Straker Hauser                                     | 9 d'abril de 2019  |
| 2       | Plus It Up                 | Ellen S. Pressman   | Amanda Lasher i Matt McGuinness                          | 16 d'abril de 2019 |
| 3       | Stroke of Genius           | Jamie Travis        | Neel Shah                                                | 23 d'abril de 2019 |
| 4       | The Deep End               | Jamie Travis        | Becky Hartman Edwards                                    | 30 d'abril de 2019 |
| 5       | Technical Difficulties     | Anna Mastro         | Lijah J. Barasz i Celeste Vasquez                        | 7 de maig de 2019  |
| 6       | #TBT                       | Anna Mastro         | Céline Geiger i Amy-Jo Perry                             | 14 de maig de 2019 |
| 7       | Mixed Messages             | Geary McLeod        | Wendy Straker Hauser & Nikita T. Hamilton                | 21 de maig de 2019 |
| 8       | Revival                    | Geary McLeod        | Matt McGuinness                                          | 28 de maig de 2019 |
| 9       | Final Push                 | Kimberly McCullough | Neel Shah                                                | 4 de juny de 2019  |
| 10      | Breaking Through the Noise | Victor Nelli Jr.    | Lijah J. Barasz, Becky Hartman Edwards i Celeste Vasquez | 11 de juny de 2019 |

### Temporada 4 (2020)
| Episodi | Títol                       | Director            | Guionista                                            | Data estrena         |
| 1       | Legends of the Fall Issue   | Geary McLeod        | Neel Shah                                            | 23 de gener de 2020  |
| 2       | #Scarlet                    | Geary McLeod        | Wendy Straker Hauser                                 | 30 de gener de 2020  |
| 3       | Marathon                    | Kimberly McCullough | Matt McGuinness                                      | 6 de febrer de 2020  |
| 4       | Babes in Toyland            | Kimberly McCullough | Chase Baxter i Nikita T. Hamilton                    | 13 de febrer de 2020 |
| 5       | Tearing Down the Donut Wall | Erica Dunton        | Sascha Rothchild                                     | 20 de febrer de 2020 |
| 6       | To Peg or Not to Peg        | Erica Dunton        | Lara Azzopardi                                       | 27 de febrer de 2020 |
| 7       | The Space Between           | Anne Renton         | Ashley Skidmore, Celeste Vasquez i Nikita T.Hamilton | 5 de març de 2020    |
| 8       | Stardust                    | Anne Renton         | Lori Lakin, Celeste Vasquez i Nikita T.Hamilton      | 12 de març de 2020   |
| 9       | 5,6,7,8                     | Victor Nelli Jr.    | Lauren Parks i Celeste Vasquez                       | 19 de març de 2020   |
| 10      | Some Kind of Wonderful      | Victor Nelli Jr.    | Lara Azzopardi                                       | 26 de març de 2020   |
| 11      | Leveling Up                 | Geary McLeod        | Neel Shah                                            | 11 de juny de 2020   |
| 12      | Snow Day                    | Melora Hardin       | Sascha Rothchild                                     | 18 de juny de 2020   |
| 13      | Lost                        | Erin Ehrlich        | Celeste Vasquez                                      | 25 de juny de 2020   |
| 14      | The Truth Will Set You Free | Erin Ehrlich        | Ashley Skidmore                                      | 2 de juliol de 2020  |
| 15      | Love                        | April Winney        | Wendy Straker Hauser                                 | 9 de juliol de 2020  |
| 16      | Not Far from the Tree       | April Winney        | Chase Baxter, Neel Shah i Celeste Vasquez            | 16 de juliol de 2020 |

## Al voltant de la sèrie
A l'octubre del 2017 Freeform, la xarxa de cable del grup Disney, va renovar les temporades 2 i 3. La creadora inicial de la producció, Sarah Watson va ser substituïda per diferències amb la cadena per Amanda Lasher. The Bold Type está inspirada en la vida de l'editora Joanna Coles qui també és productora executiva de la sèrie.
The Bold Type es va filmar a Mont-real (Quebec)

### Crítiques
La primera temporada va rebre valoracions positives dels crítics, qualificant la sèrie com intel·ligent, fresca i amb una interpretació vital, obtenint una aprovació del 96% a l'agregador Rotten Tomatoes, amb puntuació mitja del 7,5 sobre 10 de 26 anàlisis i a un 88% de l'audiència els va agradar. La segona temporada, una puntuació mitja del 8,7 sobre 10 per part de les 21 critíques rebudes i amb una aprovació del 73% de l'audiència.
Es basa en una narració de televisió familiar de dones joves que busquen l'èxit professional i viuen les seves vides amoroses i alhora s'hi aborden temes com els abusos sexuals, sexualitat, immigració, diversitat racial, malalties com el càncer o l'ètica als mitjans de comunicació.

### Premis i nominacions
La sèrie va obtenir dues nominacions als Teen Choice Awards 2017 com a millor Programa de televisió d'estiu i com a millor actriu de televisió de la temporada d'estiu per Aisha Dee.
Nominada a millor sèrie dramàtica de televisió als 23 Satellite Awards (International Press Academy) de 2019.